# ام‌وی نیکولا (۱۹۶۰)
ام‌وی نیکولا (۱۹۶۰) (به انگلیسی: MV Nicola (1960)) یک کشتی است که طول آن 33.8 m می‌باشد. این کشتی در سال ۱۹۶۰ ساخته شد.